# 이숙영의 해피데이
《이숙영의 해피데이》는 ITV 인천방송에서 1999년도에 방영되었던 교양정보 프로그램이다.